# Gigafactory Texas
Gigafactory Texas (também conhecida como Giga Texas, Giga Austin ou Gigafactory 5) é uma unidade de fabricação automotiva da Tesla, Inc. no Condado de Travis, Texas, nos arredores de Austin, Estados Unidos. A construção começou em julho de 2020, a produção limitada do Modelo Y começou antes do final de 2021 e as entregas iniciais dos veículos construídos na fábrica ocorreram em uma festa de inauguração chamada "Cyber Rodeo" em 7 de abril de 2022.
A fábrica produz carros Modelo Y para o Leste dos Estados Unidos e também é a principal fábrica do Cybertruck e do veículo de última geração da empresa. Também serve como sede corporativa da Tesla. A Tesla emprega mais de 20 mil pessoas na fábrica e espera ter, eventualmente, uma equipe de 60 mil pessoas à medida que a produção aumenta. É a segunda maior fábrica do país em tamanho, bem como o segundo maior edifício em volume do mundo, depois da Boeing Everett Factory.

## História

### Processo de seleção
A Tesla começou a considerar localizações em oito estados do centro dos Estados Unidos durante 2019-2020. Grupos comunitários e funcionários governamentais em várias áreas dos EUA expressaram interesse em acolher o que se esperava ser uma grande unidade de produção da Tesla Gigafactory. Alguns manifestaram interesse em facilitar a aquisição de terras, ultrapassar os obstáculos regulamentares e considerar potenciais incentivos fiscais. Alguns pretendiam atingir Elon Musk diretamente através do marketing nas redes sociais.
Em maio de 2020, um processo de seleção estava em andamento pela Tesla. A lista restrita incluiu Austin, Nashville e Tulsa (Oklahoma). Dois locais nas proximidades de Tulsa foram avaliados pela Tesla em meados de maio. A campanha de Tulsa foi promovida por G. T. Bynum, o prefeito de Tulsa. Em maio de 2020, Bynum distribuiu uma fotomontagem do Cybertruck com a pintura do Departamento de Polícia de Tulsa, com uma sugestão de compra local, se a Gigafactory fosse situada perto de Tulsa.  Em 20 de maio de 2020, uma publicidade na estátua do Golden Driller localizada no Tulsa Expo Center, criando uma caricatura de Elon Musk, com a palavra "Tulsa" na fivela do cinto da estátua substituída pelo nome "Tesla". Em julho de 2020, a Tesla selecionou Austin como local para a fábrica.

### Austin
Em junho de 2020, um próximo à área de Del Valle, em Austin, estava sendo considerado, um 8,5 quilômetros quadrados na fronteira com a Harold Green Road (mais tarde renomeada Tesla Road) e a Texas State Highway 130. Em 16 de junho de 2020, o tribunal dos comissários do Condado de Travis discutiu um possível pacote de incentivos para a Tesla.   Em julho de 2020, o Distrito Escolar Independente de Del Valle aprovou um pacote de incentivos fiscais no valor de 68 milhões de dólares, caso a Tesla Gigafactory fosse construída. Em 22 de julho de 2020, durante a teleconferência de resultados do segundo trimestre de 2020 da Tesla, a empresa anunciou que o local havia sido selecionado para sua quinta Gigafactory.
No final de julho de 2020, a construção já havia começado. A Tesla Gigafactory recebeu incentivos fiscais estaduais no valor de cerca de 50 milhões de dólares por meio do programa Capítulo 313 do Código Tributário do Texas. A Tesla anunciou um programa de treinamento de fabricação em cooperação com o Austin Community College District em 15 de junho de 2021. O programa estava previsto para começar em agosto de 2021 e o curso teria duração de 14 semanas. O primeiro Tesla Model Y totalmente concluído saiu da linha de montagem em Giga Texas na última semana de agosto de 2021 em produção experimental. Em dezembro de 2021, Elon Musk estimou que a Giga Texas exigirá um investimento total de pelo menos 10 bilhões de dólares e poderá empregar até 20 mil funcionários na empresa.
No início de 2022, os fornecedores de baterias da Tesla, CATL e Panasonic, estavam supostamente procurando locais para fábricas de baterias na América do Norte, incluindo Kansas, Oklahoma, México e Canadá.

### Equipamento

#### Fundição sob pressão

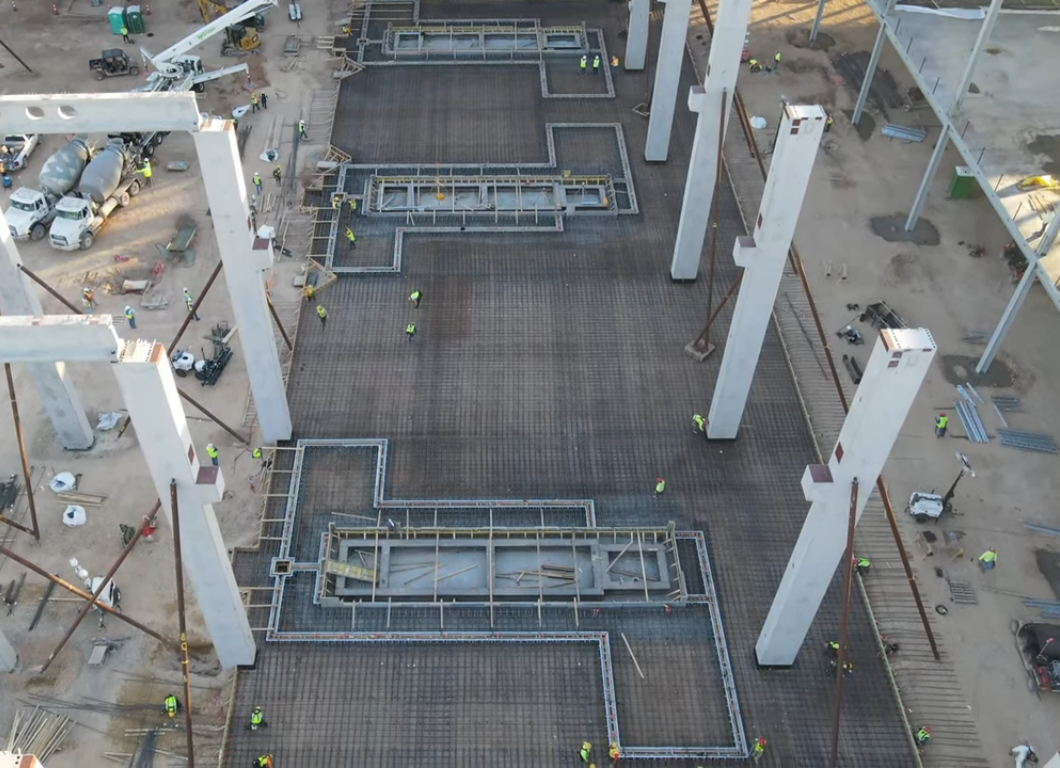
Trabalhadores da construção civil preparando três fundações da Giga Press no local da Gigafactory Texas em janeiro de 2021

Durante a noite de 18/19 de janeiro de 2021, as fundações de concreto para três máquinas de fundição sob pressão de alta pressão Giga Press foram lançadas na fábrica da Giga Texas, no canto nordeste. Em 21 de janeiro de 2021, os primeiros componentes da Giga Press começaram a chegar ao local em caixas e contêineres de transporte. Em 22 de janeiro de 2021, a estrutura de base da primeira Giga Press foi desembalada e içada para a posição.

### Linha de produção
Em algum momento no final de junho de 2022, a Gigafactory Texas atingiu uma taxa de execução de 1 mil unidades por semana. Em 15 de dezembro de 2022, a Gigafactory Texas atingiu uma taxa de execução de 3 mil unidades por semana.